# Like Minds
Like Minds är ett musikalbum från 1998 med vibrafonisten Gary Burton tillsammans med Chick Corea, Pat Metheny, David Holland och Roy Haynes. Albumet fick 1999 en Grammy Award för ”Best Jazz Instrumental Performance, Individual or Group”.

## Låtlista
1. Question and Answer (Pat Metheny) – 6:23
2. Elucidation (Pat Metheny) – 5:21
3. Windows (Chick Corea) – 6:17
4. Futures (Chick Corea) – 10:41
5. Like Minds (Gary Burton) – 5:51
6. Country Roads (Gary Burton) – 6:27
7. Tears of Rain (Pat Metheny) – 6:34
8. Soon (George Gershwin/Ira Gershwin) – 6:24
9. For a Thousand Years (Pat Metheny) – 5:24
10. Straight Up and Down (Chick Corea) – 9:02

## Medverkande
- Gary Burton – vibrafon
- Chick Corea – piano
- Pat Metheny – gitarr
- David Holland – bas
- Roy Haynes – trummor